# Danielle Spencer
Pour les articles homonymes, voir Spencer.
Danielle Spencer (née le 16 mai 1969 à Sydney) est une actrice et chanteuse australienne.

## Enfance
Spencer est la fille de l'auteur-compositeur, chanteur et animateur de télévision australien Don Spencer et de sa femme Julie Horsfall, une traiteuse du Yorkshire. Elle a un frère aîné, Dean. À quatre ans, elle commence des cours de piano. Pendant son adolescence, elle commencé à composer et jouer ses propres airs. Jusqu'à l'âge de douze ans, elle passe son enfance et sa jeunesse alternativement en Australie et dans le Yorkshire et le Cambridgeshire, en Angleterre, son père travaillant dans les deux pays pour la BBC Play School.

## Carrière
Spencer grandit en contact étroit avec le monde du spectacle. De temps en temps, elle accompagne son père lors de ses performances sur scène. Elle prend des cours de chant et de théâtre et des cours de danse en ballet classique et en danse moderne et jazz. De 1989 à 2000, elle travaille comme actrice, notamment pour la télévision australienne, principalement comme actrice dans des séries télévisées. Par la suite, le centre de son activité artistique se déplace vers le chant et la composition.
En 2001, elle sort son premier album musical, White Monkey. Après une pause familiale, en février 2010, elle sort son deuxième album, Calling All Magicians. Sous la direction de son mari, Russell Crowe, elle réalise des clips pour les singles et Tickle Me et Wish I'd Been Here.
En août 2011, Spencer donne pour la première fois deux concerts en direct aux côtés de Russell Crowe. Le duo se joint aux musiciens et acteurs Alan Doyle, Kevin Durand, Scott Grimes et le groupe Size2Shoes pour présenter le Crowe / Doyle Songbook Vol III à St John´s, Terre-Neuve, Canada. Les chansons de cet album concernent, entre autres, le roman Dirt Music du romancier australien Tim Winton. Spencer donne des concerts à un rythme régulier. Pour sa tournée de concerts en octobre 2011, intitulée Alone and Together, elle rejoint le bassiste australien Steve Balbi.
En mars 2012, Spencer participa à la douzième saison australienne de Dancing with the Stars dans laquelle elle se classe deuxième ; son partenaire professionnel est Damian Whitewood.

## Vie privée

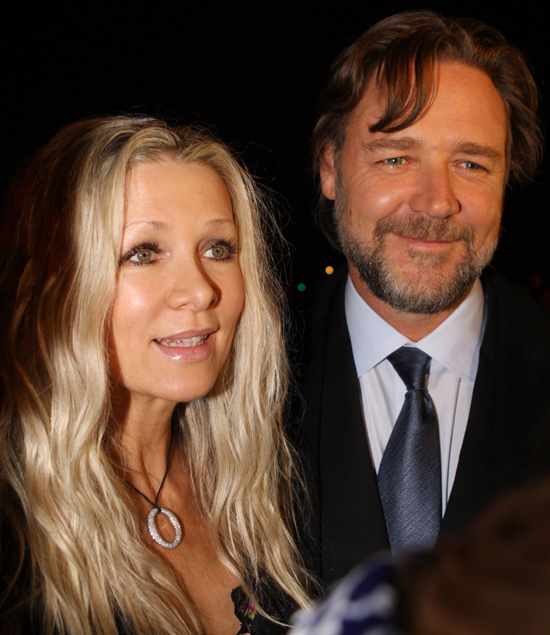
Danielle Spencer et Russell Crowe, 2011.

Spencer a commencé une relation intermittente avec l'acteur Russell Crowe en 1989, alors qu'ils tournent le film The Crossing. Crowe et Spencer se marient le 7 avril 2003 à la ferme de Crowe à Nana Glen, Nouvelle-Galles du Sud. Ils ont deux fils : un né en 2003 et un autre en 2006. En octobre 2012, Crowe et Spencer se séparent. Le divorce est finalisé en avril 2018.

## Discographie
Albums
- 2002 : White Monkey
- 2010 : Calling All Magicians

Singles
- 2001 : Jonathon White
- 2001 : Blast Off
- 2001 : Forgive Me
- 2002 : White Monkey
- 2002 : Tickle Me
- 2010 : On Your Side
- 2010 : Wish I'd Been Here
- 2016 : Be My Baby

## Filmographie
Cinéma
- 1990 : The Crossing
- 1990 : What the Moon Saw
- 1999 : Game Room

Séries télévisées
- 1989 : Rafferty's Rules (1 épisode)
- 1989 : Mission impossible, 20 ans après (1 épisode)
- 1989-1990 : The Flying Doctors (2 épisodes)
- 1991 : Hampton Court (13 épisodes)
- 1992 : Mission Top Secret (1 épisode)
- 1993 : Minder (en) (1 épisode)
- 1994 : Law of the Land (en) (1 épisode)
- 1995 : Summer Bay (11 épisodes)
- 1996 : Pacific Beach (1 épisode)
- 1999 : Fréquence Crime (1 épisode)
- 2000 : All Saints (en) (1 épisode)
- 2000 : BeastMaster, le dernier des survivants (1 épisode)